# Armaggedon
För den bibliska platsen och andra betydelser, se Armageddon
Armaggedon är ett Black metal-band från Frankrike som grundades år 2002 i Isère.

## Medlemmar
Nuvarande medlemmar
- Grimvald – all musik (2002– )
- SSatan – sång (2002– )

Tidigare medlemmar
- Bestial – trummor

## Diskografi
Demo
- 2002 – Satan Master
- 2002 – The Wrath Of The Black Empire
- 2002 – True, Frost And Evil

Studioalbum
- 2004 – Kill Yourself or Die
- 2005 – Imperium wird durch das Blut wieder aufleben
- 2006 – Ave Satan
- 2009 – I.N.R.I. (I, Nazarene, Recognize My Impurity)
- 2013 – Sieg Heil 666 (The Awakening of the Baphomet's Einsatzgruppen)
- 2018 – The Satanic Kommandantur

EP
- 2003 – Anthems of the Black Order
- 2004 – Possessed by Satan

Samlingsalbum
- 2002 – Anti Human Life

Annat
- 2002 – Glory of the Ancient Gods (delad album med Necroplasma och Epuration Satanique)
- 2002 – The Black March of Death / Satan Possession (delad kassett med Baalberith)
- 2003 – Armaggedon / Akerbeltz (delad EP)
- 2003 – The Hordes of the Imperial Hell (delad kassett med Inner Helvete)
- 2004 – Conquering The World With True Black Metal War (delad album med Besatt, Misanthropy och Inner Helvete)
- 2004 – "In Darkness They Will Bleed" / "Armaggedon (The Call Of The Antichrist)" (delad singel med Vargsang)
- 2010 – Anti Zionist (delad singel Woods of Infinity: "Avklädd, klådd och oförstådd" / Armaggedon: "Nazarenus Supplicium")